# セルトラリン

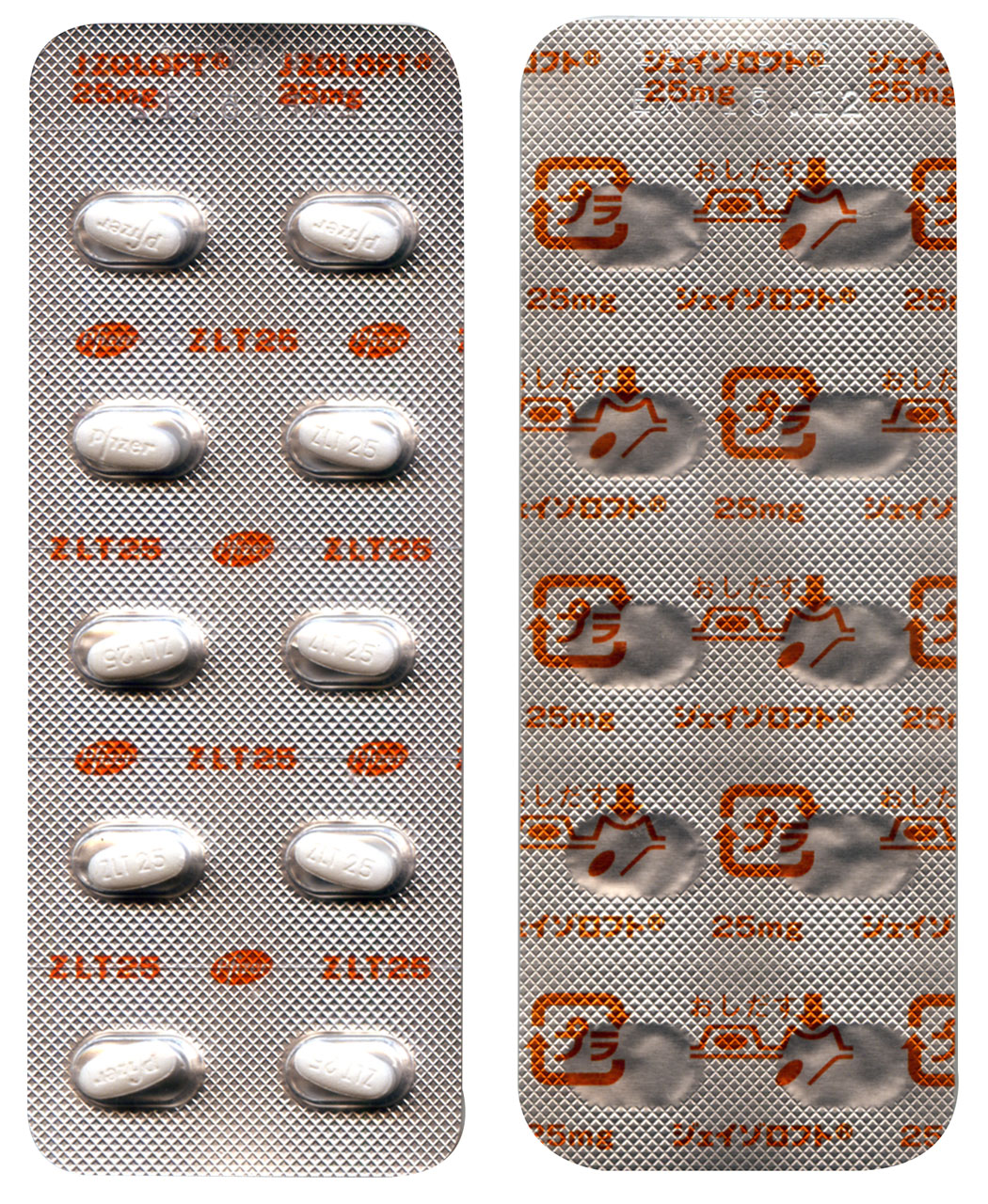
ジェイゾロフト錠25mg

セルトラリン（英語: Sertraline）は、選択的セロトニン再取り込み阻害薬 (SSRI) と呼ばれる抗うつ薬の一つである。アメリカでは1991年に承認され、ゾロフトの商品名でファイザーより発売されている。日本では、ジェイゾロフトの商品名で2006年より薬価収載。2016年から後発薬が発売された。適応はうつ病・うつ状態、パニック障害、心的外傷後ストレス障害。医薬品、医療機器等の品質、有効性及び安全性の確保等に関する法律における劇薬である。
他害行為と抗うつ剤との因果関係が否定できない症例が確認されたことから、2009年5月に厚生労働省より添付文書の改定を指示され、［重要な基本的注意］「自殺企図」の中に「攻撃性」のリスクが明示された。パロキセチン（パキシル）とともに添付文書の改訂が指示され、「慎重投与」の項の「躁病の既往歴のある患者」が「躁うつ病患者」となった。

## 適応
アメリカではうつ病、強迫性障害、パニック障害、心的外傷後ストレス障害 (PTSD)、社交不安障害、月経前不快気分障害の適応がある。

## 性質
セルトラリンは無臭白色でやや水に溶ける結晶である。セロトニン再取り込み阻害作用はSSRIの中で強い部類である。
セルトラリンの離脱症状は、パロキセチンよりも重度ではないがフルオキセチンよりも頻度が高い。

## 薬物動態
セルトラリンは主にCYP2D6で代謝され、活性代謝物にはN-脱メチル体があるが、濃度や活性価が低く、臨床では問題にならない。
また、セルトラリンのチトクローム P450 (CYP450) の阻害能はSSRIの中で最も弱く、薬物相互作用も比較的少ないとされる。
本剤は肝臓で代謝されるため、肝機能障害は体内から本剤の排出に影響を与えることがある。肝機能に障害を持つ者への投与は、より少ない量を投与するか、頻度を減らすべきである。

## 禁忌
- 本剤の成分に対し過敏症の既往歴のある患者
- モノアミン酸化酵素阻害薬を投与中あるいは投与中止後14日間以内の患者
  - セルトラリンは軽いながらもドパミンとノルアドレナリンの再取り込み阻害効果を有している[7][8]。そのため、モノアミン酸化酵素阻害薬を併用すると、脳内モノアミン（セロトニン、ドパミン、ノルアドレナリン）の代謝が阻害されて濃度が高まるおそれがある。
- ブチロフェノン系抗精神病薬のピモジド（商品名オーラップ）を投与中の患者
  - 併用により血中薬物濃度が延長された結果、心電図でQT延長をきたすおそれがある。

### 併用注意
- 電気痙攣療法との併用における有効性・安全性は確立していない。
- セントジョンズワート。併用するとセロトニン作用が増強されるおそれがある（眠気、吐き気、神経過敏、動悸（心臓拍動がはげしくなる）などが起きる可能性がある）。
- グレープフルーツやグレープフルーツジュースを食べたり飲んだりした際は、セルトラリンを服用することは避ける。グレープフルーツに含まれるフラノクマリン類が薬物代謝酵素の作用を阻害するので、服用者の血液中薬効成分の量が、医薬品製造会社が本来想定している量よりも増えてしまう。その結果、眠気、吐き気、神経過敏、動悸（心臓拍動が激しくなる）などが起きる可能性がある[9]。

また、本剤を服用中の患者は、飲酒を避けることが望ましいとされる（本剤との相互作用は認められていないが、他の抗うつ薬で作用の増強が報告されているため）。

## 副作用
胃腸障害（悪心、下痢など）、睡眠障害（睡眠が浅くなる、早朝覚醒、傾眠など）、頭痛、口渇、浮動性めまい、振戦などがある。また患者の0.5%に躁病や軽躁病を誘発することがありうる。特にもっとも多くみられる副作用は吐き気である。

### 重大な副作用
セロトニン症候群精神症状として意識障害、不安など。神経症状としてミオクローヌス、腱反射亢進、筋強剛など。自律神経症状として発熱、発汗、下痢、頻脈などが生じる。治療にはセロトニン拮抗薬のシプロヘプタジンが有効とされるが、重度の場合、後述の悪性症候群との判別が重要になる。
悪性症候群 (NMS)発熱を伴う錐体外路症状 (EPS) が主な症状であり、意識障害や自律神経症状やEPSによる筋強剛が生じるためにセロトニン症候群と誤診されることがある。一般的にCK値の上昇が見られ、ミオクローヌスや腱反射亢進などの神経症状は稀である。
抗利尿ホルモン不適合分泌症候群 (SIADH)抗うつ剤の口渇による多量の水分補給と利尿ホルモン (ADH) の不適合分泌により、低ナトリウム血症を起こす。